# Roodbuiktriller
De roodbuiktriller (Lalage aurea) is een zangvogel uit de familie Campephagidae (rupsvogels).

## Verspreiding en leefgebied
Deze soort is endemisch in de noordelijke Molukken op Halmahera en omliggende eilanden. Zijn natuurlijke habitat bestaat uit (sub)tropische vochtige laaglandbossen en (sub)tropische mangrovebossen.

## Status
De grootte van de populatie is niet gekwantificeerd maar de soort wordt omschreven als vrij algemeen op Halmahera. Op de Rode lijst van de IUCN heeft deze soort de status niet bedreigd.